# Kumai Sunicsi
Kumai Sunicsi japán válogatott labdarúgó.

## Pályafutása

### A válogatottban
1934 májusában – amikor a Vaszeda Egyetem hallgatója volt –, beválasztották a japán válogatottba az 1934-es manilai távol-keleti bajnokságra. Ezen a versenyen, május 13-án mutatkozott be a Holland Kelet-Indiák ellen. Május 20-án a Kínai Köztársaság ellen is pályára lépett. A japán válogatottban összesen 2 mérkőzésen szerepelt.

## Statisztika
| Japán válogatott | Japán válogatott | Japán válogatott |
| Időszak          | Mérk.            | gól              |
| ---------------- | ---------------- | ---------------- |
| 1934             | 2                | 0                |
| Összesen         | 2                | 0                |